# 格賴姆科格爾山
47°40′55″N 16°21′5″E / 47.68194°N 16.35139°E
格賴姆科格爾山（德語：Greimkogel），是奧地利的山峰，位於該國東部，由布爾根蘭州負責管轄，屬於羅薩利亞山的一部分，海拔高度677米，每年平均降雨量1,074毫米。